# Francisco Fernández Gómez
Francisco Fernández Gómez, també conegut com a Paco o Paco Fernández (Uxo, Mieres, 28 de juliol de 1967) és un exfutbolista i entrenador asturià. Com a jugador ocupava la posició de migcampista. Actualment, dirigeix com a entrenador el Burgos Club de Fútbol.

## Trajectòria
Format al Reial Oviedo, debuta en primera divisió a la 88/89, tot i que no seria fins dos anys després quan es consolidara al primer planter de l'Oviedo. Fins a 1993 va gaudir de partits tot i que no es va fer amb un lloc a l'onze titular. La temporada 93/94 marxa al CD Logroñés, i a l'any següent, al CD Badajoz, on qualla dues bones temporades. A partir de 1996, la carrera de Paco prossegueix per equips de divisions inferiors asturianes, com el Caudal Deportivo
Com a entrenador, s'ha fet càrrec de diversos equips del Principat d'Astúries, com ara el Real Avilés Industrial o el Caudal Deportivo. Actualment, és l'entrenador del Burgos Club de Fútbol.